# Crema (koffie)
Crema is een sleutelcomponent in de smaak van espresso, die eruitziet als een goudbruin laagje schuim boven op de koffie. Crema bestaat uit vetten, proteïnen en suikers. De crema vertoont kenmerken van zowel emulsie als colloïde. De crema geeft tevens een indicatie wat er eventueel fout is gegaan met de bereiding.

## Mogelijke gebreken aan de crema en de oplossing
| fouten                    | mogelijke oorzaken                                                                                       |
| ------------------------- | --- |
| te weinig crema           | bonen te fijn gemalen, de koffie te oud, te weinig koffie, kopje of machine vervuild                     |
| crema te donker van kleur | bonen te fijn gemalen, te veel koffie, zettemperatuur te hoog, de koffie te hard aangedrukt              |
| crema te licht van kleur  | bonen te oud of te grof gemalen, te weinig koffie, zettemperatuur te laag, koffie onvoldoende aangedrukt |
| crema verdwijnt te snel   | kopje te koud of te heet, waterdruk te laag                                                              |